# Байкштите, Гражина
Гражи́на Байкштите (лит. Gražina Baikštytė; род. 1951) — советская и литовская актриса театра и кино.

## Биография
Родилась 20 июля 1951 года в Вильнюсе.
В 1970—1972 годах, после окончания школы, работала манекенщицей Вильнюсского Дома моделей.
В 1972—1973 годах училась в Каунасском политехническом институте, одновременно была солисткой ансамбля народного танца «Суктинис». В 1977 году окончила ВГИК (мастерская Сергея Бондарчука и Ирины Скобцевой).
С 1978 года работала актрисой Каунасского драматического театра. До 2006 года была актрисой Государственной республиканской Литовской киностудии. Также снималась на студиях Молдова-филм, Таллинфильм, Беларусьфильм.
В периоды простоя в кино начала переводить тексты с русского на литовский язык. Позднее стала писать статьи: сначала для журнала «Мужчина и женщина» («Vyras ir moteris»), «Косметик Балтикум» («Kosmetik Balticum»), «Лилит», «Šeimininkė» («Хозяйка») и другие журналы. 
Написала несколько книг, среди которых «В саду Римаса Туминаса», «Жизнь как театр».
Замужем за кинооператором Альгимантасом Микутенасом (род. 1949), в семье две дочери — Мария и Виктория.

## Фильмография
- 1969 — Красавица — эпизод
- 1972 — Маленький реквием для губной гармошки — Катрин
- 1972 — Последний форт — Гертруда
- 1972 — Хроника ночи — стюардесса
- 1973 — Открытие — жена Андрея
- 1975 — День возмездия — Тереза
- 1977 — В четверг и больше никогда — Гражина
- 1978 — Пока безумствует мечта — баронесса Вера
- 1978 — Шествие золотых зверей — Нина Юрьевна
- 1980 — Братья Рико — Элис
- 1980 — Миллионы Ферфакса — миссис Мерилин Ферфакс
- 1980 — Я — актриса — Надежда Скарская, сестра Веры
- 1981 — Женщина в белом — Лора Фэрли / Анна Катерик
- 1982 — Звёздная командировка — Эйглория
- 1983 — Воскресенье с 11 до 17 (короткометражный) — мама
- 1983 — День перед праздником — Нина
- 1983 — Исповедь его жены — лаборантка
- 1983 — Лунная радуга — Сильвия Нортон
- 1983 — Сказка о Звёздном мальчике — мать Звёздного мальчика
- 1985 — Грядущему веку — Элеонора
- 1985 — День гнева — жена Бетли
- 1988 — Виктория — мать Виктории
- 1990 — Рок-н-ролл для принцесс — волшебница Измора
- 1991 — Красный остров — работница Главлита / Мумия
- 1993—1997 — Родня — Моника
- 1994 — В раю тоже идёт снег — мадам Тюссо
- 1994 — Роже — Люция
- 1997 — Ожерелье из волчьих зубов[лит.] — поклонница Тадаса
- 2002 — Прокуроры — врач
- 2005 — Нормальная пара (короткометражный) — мать
- 2008 — Ермоловы — Христина
- 2016 — Всё это природа — Юрате

## Книги
- Гражина Байкштите. В саду Римаса Туминаса. — М. : Театралис, 2014. — 328 с. — ISBN 978-5-902492-29-0.